# Heisessie
Een heisessie (ook wel heidag) is een bijeenkomst voor leidinggevenden van een bedrijf, of medewerkers van een afdeling, op een externe, vaak afgelegen locatie. Deelnemers kunnen in alle rust vergaderingen, seminars, lezingen en training volgen gedurende een aantal dagen. Een heisessie kan plaatsvinden in een conferentieoord op de hei, maar in principe is inmiddels iedere prikkelarme omgeving met voldoende faciliteiten geschikt.
De bekendste heisessie is de jaarlijkse meerdaagse bijeenkomst van centrale bankiers in Jackson Hole.
Het Nederlandse kabinet heeft van de eendaagse bijeenkomst ook een traditie gemaakt.